# Малашта Геннадій Олександрович
Генна́дій Олекса́ндрович Мала́шта — молодший сержант Збройних сил України, учасник російсько-української війни.

## З життєпису
Проживає в мирний час у місті Чернігів, виготовляв бетонні конструкції, креслив архітектурні проекти.
Доброволець, призваний літом 2014-го, 169-й навчальний центр. Терористи по кілька разів на добу обстрілювали підрозділ з «Градів», 23 серпня знаходилися біля кургану Могила-Гостра.

## Нагороди
За особисту мужність і героїзм, виявлені у захисті державного суверенітету та територіальної цілісності України, вірність військовій присязі під час російсько-української війни нагороджений
- орденом «За мужність» III ступеня (27.11.2014).